# Norton A. Schwartz
Norton A. Schwartz, född den 14 december 1951 (Toms River, New Jersey, USA), är en pensionerad fyrstjärning general i USA:s flygvapen. Från 2008 till 2012 var han USA:s flygvapenstabschef.

## Biografi
Schwarz erhöll officers- och bachelorexamen från United States Air Force Academy (avgångsklass 1973) med statsvetenskap och internationella relationer som huvudämnen.  
Som generallöjtnant var han chef för operationsavdelningen (J-3) vid Joint Staff i Pentagon från 2002 till 2004 under Irakkriget och därefter chef för Joint Staff (engelska: Director of the Joint Staff). Han var militärbefälhavare för United States Transportation Command från 2005 till 2008.
Han är medlem av Council on Foreign Relations.